# Типтон (Индиана)
Типтон (англ. Tipton) — крупнейший город и административный центр округа Типтон в штате Индиана в Соединённых Штатах Америки.
Согласно данным переписи населения США 2020 года число жителей города 
составляло 5275 человек, что, для такого небольшого населённого пункта, существенно больше (+ 3.3%), чем было во время предыдущей переписи проводившейся в 2010 году (5106 человек).

## История
В первой половине XIX века эта территория была покрыта деревьями, подлеском, бревнами, пнями, дикими лианами и сорняками. Большое болото располагалось в юго-восточной части нынешней городской центральной площади; на северной стороне от площади была топь. Волки, бычьи лягушки, олени, комары и дичь водились здесь в изобилии.

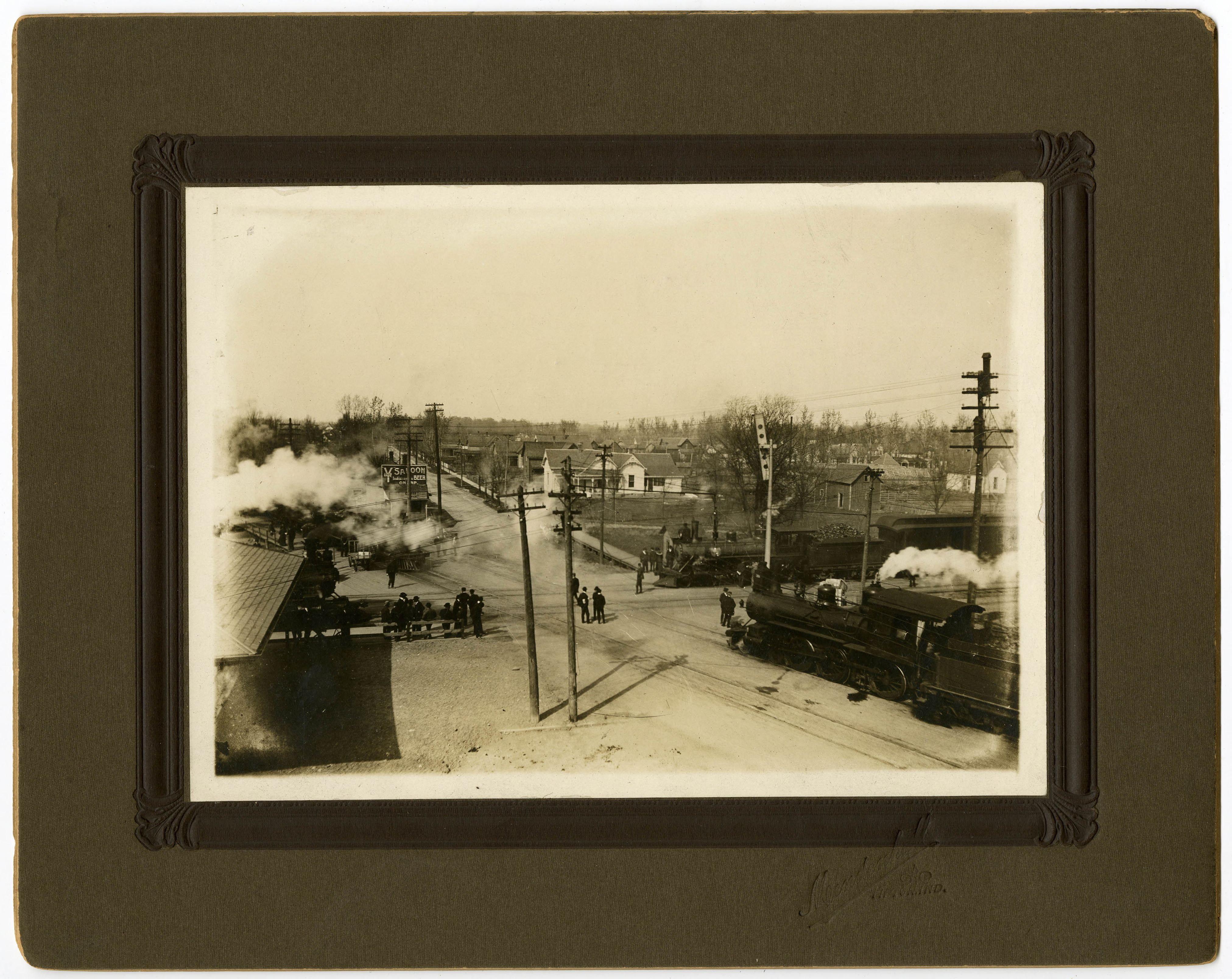
Типтон

Первым европейским колонистом, поселившимся в районе, который сейчас известен как Типтон, был Сэмюэль Кинг (англ. Samuel King), который купил землю между 1835 и 1836 годами, которая была частью округа Гамильтон. Он по большей части проживал в округе Раш, но часто посещал этот район. Ближайшим торговым пунктом был Стротаун. Кинг решил основать город на купленной им земле и заложил его 16 апреля 1839 года назвав Кингстон. Несмотря на усилия, Кингу не удалось продать ни одного из заложенных им участков. В то время несколько индейцев Майами всё еще проживали в этом районе.
В январе 1844 года был основан округ Типтон, и необходимо было создать административный центр округа. Первоначально административный центр округа планировалось разместить в центральной части округа, однако на этой земле проживали индейцы майами, что мешало создать там город. Окружные комиссары обратились к землевладельцам с призывом предложить разместить окружной центр на их земле и Кинг предложил пожертвовать 100 акров Кингстона. 16 октября 1844 года комиссары приняли его предложение.
Комиссары также отвечали за название нового города. Комиссар Джон Д. Смит, который раньше проживал в Огайо, предложил назвать город Кантон, в честь одноимённого города. Комиссия приняла это названиеи после октября было решено запланировать Кантон. Территорию нужно было очистить от деревьев и растений, и Джон Крисвелл провел топографическую съемку за 2 доллара в день. Продажи участков начались в ноябре. По состоянию на март 1845 года было продано 34 участка.

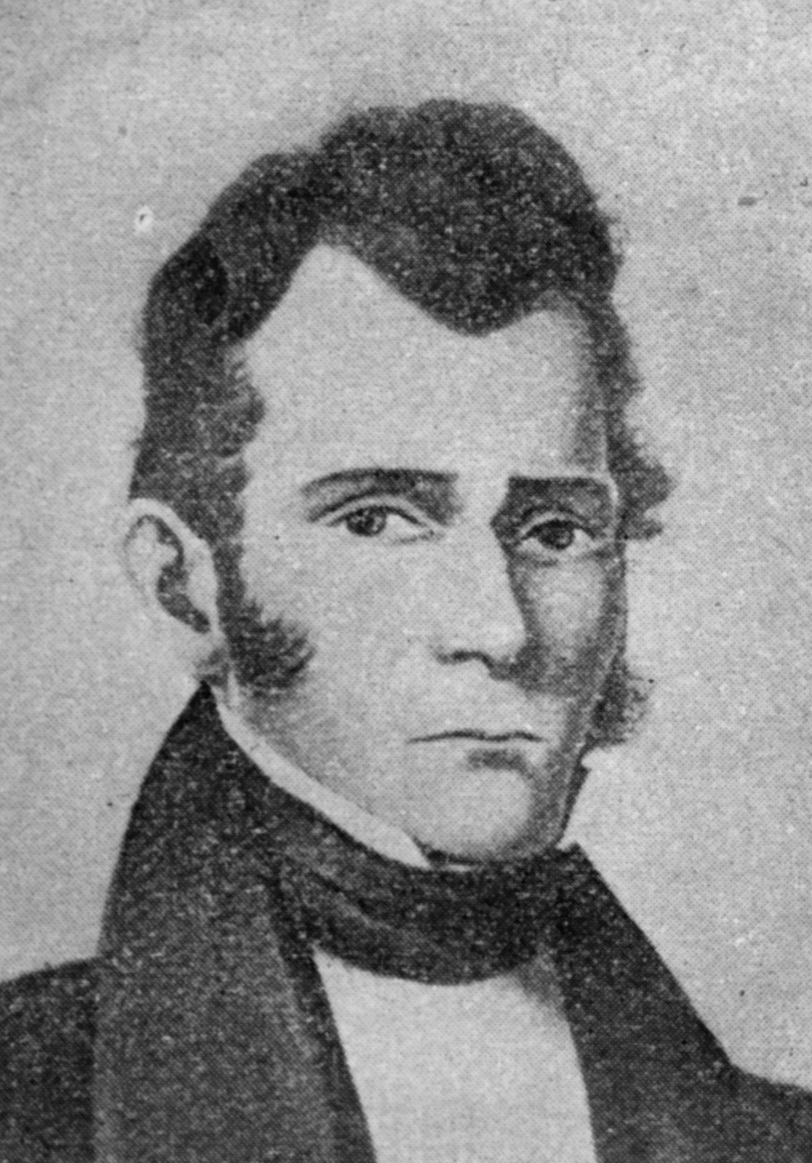
Типтон, Джон (1786—1839)

В 1845 году в Кантоне собирались открыть почтовое отделение. Однако этого не произошло, поскольку Почтовая служба США указала, что в штате уже есть некорпоративное сообщество с таким названием, основанное в 1838 году. Город был переименован в Типтон в честь Джона Типтона (1786—1839), участника битвы при Типпекано и героя Англо-американской войны. 
В августе 1845 года в городе началась эпидемия холеры. Большинство жителей покинули город. Домашний скот начал умирать от голода и обезвоживания из-за того, что его оставили в загонах из-за смерти хозяев или их спешного бегства из города. Один из жителей, Мейсон Лайонс, освободил всех животных, которые были еще живы, позволив им искать еду самостоятельно. Магазины и предприятия закрылись. Погибли десятки человек, но к осени пандемия пошла на спад.
В 1884 году Типтон официально получил статус города и был включён в реестр штата Индиана.
В 1984 году несколько архитектурных объектов города, включая здание окружного суда, дом шерифа и окружную тюрьму, были включены в Национальный реестр исторических мест США.

## География
Типтон находится примерно в 19 милях к юго-востоку от города Кокомо и примерно в 42 милях к северу от Индианаполиса.
Согласно данным Бюро переписи населения США от 2010 года, город Типтон имеет общую площадь 2,5 квадратных мили (6,47 км2), вся эта территория приходится на сушу.